# مركز برمنجهام لخصوبة المرأة
يُعد مركز برمنغهام لخصوبة المرأة في مستشفي برمنغهام للنساء، إنجلترا (المعروف سابقًا «وحدة الحَمْل المُعان») هي أحد المراكز الطبية الرائدة لعلاج مُصابي العقم ورعايتهم. يُعد المركز أكبر عيادة إخصاب منشأة في منطقة الأراضي الوسطي، والتي احتفلت عام 2010 بمرور 30 عامًا من إجراء العمليات. تُشكل العيادة جزءًا من مستشفي الخدمات الصحية الوطنية وهي توفر رعاية متكاملة لكل من مرضي قطاع الخدمات الصحية الوطنية والمرضى ذوي علاج خاص، هذا وإن فريق الموظفين مُعترف به دوليًا لدورهم في معالجة العقم. تدير العيادة برامج فعالة فيما يختص بتشاطر البويضات، كالتبرع بالحيوانات المنوية والتبرع بالبويضات.

## المدراء
المدير الحالي لمركز الإخصاب البشري وعلم الأجنة هي دكتور سو أفيري، وهي طبيبة أجنة حصلت علي شهادة الدكتوراه خاصتها تحت إشراف العالم البريطاني روبرت إدواردز، الأحيائي الرائد في مجال الإخصاب والحمل والولادة لعام 1978 بأول عملية تلقيح صناعي في المختبر. تدير السيدة ليني روبينسن قسم  العناية السريرية كما يدير الدكتور جاكسون كيركمان براون قسم العلوم.

## تطورات الرعاية
يُعد مركز برمنغهام للخصوبة واحدًا من 5 عيادات مُختارة داخل المملكة المتحدة لتلقي التمويل من قبل مجلس البحوث الطبية البريطاني وذلك للارتقاء بمعامل التلقيح الصناعي وصولًا لمعايير «الغُرف النظيفة». وذلك شرط أساسي لإنتاج خلايا جذعية جنينية بشرية صالحة للاستخدام الآدمي، حيث تخضع جميع مراحل التنمية لشروط رقابة صارمة. كانت تلك الأخيرة قد افتُتحت في صيف 2006، وحقق المركز نتائج سريرية جيدة وفقًا لمستويات التشغيل الجديد (انظر: الإخصاب البشري وعلم الأجنة). خلال عام 2010، تطور المركز وهو يوفر حاليًا إجراء الفحص الجيني وخدمات التشخيص. وذلك بالتحالف مع مركز وست ميدلاندز الإقليمي لخدمات علم الوراثة بالمستشفي، جاء مولد  أول طفل بواسطة التشخيص الجيني قبل عمليات الزرع في نوفمبر 2011.

## بنك برمنغهام للحيوانات المنويّة
شهد عام 2011 اطلاق بنك برمنغهام للحيوانات المنويّة، كهيئة مخصصة للتعامل مع المتبرعين بالسائل المنوى. ويهدف البنك إلي زيادة الوعى بالتبرع بالسائل المنوى عبر المجتمعات المحلية في ميدلاندز كذلك توافر أعداد أكثر من المانحين بتكلفة معقولة تتناسب مع أفراد المجتمع المحلي. كانت أحد الطرق المتبعة في ذلك هي التعاون مع البرامج المعنية علي صعيد وسائط الإعلام المحلية والوطنية، على سبيل المثال برنامج اُطلق مؤخرًا علي شبكة بي بي سي الآسيوية.

## الأبحاث
لدي المركز اعتراف دولي بأبحاثه الدولية مُمثلًا في جناحه الأكاديمي: مركز علوم التناسل البشري. ما يشمل انجازات رفيعة المستوي ملحوظة في مجال الطب التطبيقي كابتكار فحص خصوبة الذكور متداول في المنزل. لمزيد من المعلومات يرجي زيارة  مركز علوم التناسل البشري.